# لورين سينغر
لورين سينغر (5 مارس 1923، بوفالو في الولايات المتحدة - 19 ديسمبر 2009 في الولايات المتحدة)؛ روائي أمريكي. اشتهر بروايته السياسية المثيرة عام 1970 بعنوان The Parallax View والتي أنتج منها فيلم ناجح عام 1974 يحمل نفس الاسم.

## روابط خارجية
- لورين سينغر على موقع IMDb (الإنجليزية)
- لورين سينغر على موقع قاعدة بيانات الفيلم (الإنجليزية)